# ジョン・ブリシディース
ジョン・ブリシディース（John Matthew Vlissides, 1961年8月2日 - 2005年11月24日）は、ソフトウェア科学者で、デザインパターンの本を書いた(Gang of Four)の一人として知られている。ブリシディースはつつましく自分自身のことを「#4 of the Gang of Four」以外ないだろうと呼んでいた。
ブリシディースはバージニア大学とスタンフォード大学で電気工学を学んだ。1976年以降、ソフトウェアエンジニア、コンサルタント、リサーチアシスタント、としてスタンフォード大学で働いた。1991年からニューヨーク、ホーソーンのIBM T.J. Watson Research Centerに研究スタッフのメンバーとして滞在した。
ブリシディースはいくつかの本、雑誌の記事とカンファレンスペーパーの執筆者でいくつかの特許を与えられている。オブジェクト指向の技術、デザインパターンとソフトウェアのモデリングに彼の仕事の全力を注いだ。
ブリシディースは脳腫瘍による合併症との長い闘病のあとに2005年の感謝祭の日の午前1:30に死去。
ウォード・カニンガムとグラディ・ブーチはブリシディース未亡人であるドゥルーアンがブリシディースの逸話を求めていることをブログ上で伝え、ウィキに設置されたブリシディースのページへの投稿を呼びかけた。それ以降、マーティン・ファウラーやリチャード・ヘルムといったブリシディースの多くの友人と関係者を含めて、ブリシディースのページに一定の量の投稿が続いている。

## 参照
1. ↑  Design Patterns: Elements of Reusable Object-Oriented Software
2. ↑  John Vlissides Sunday, November 27, 2005
3. ↑  John Vlissides